# ハンター・キャッツ
『ハンター・キャッツ』はあろひろしによる日本の漫画作品、および作中に登場する主人公たち賞金稼ぎのチーム名。

## 概要
『月刊少年キャプテン』（徳間書店）にて1993年頃より連載開始。同誌の後期の看板作品の一つとして、1996年8月号まで連載された。単行本は全5巻。2014年12月には電子書籍版がクリーク・アンド・リバー社から刊行されている。各巻に数ページの描き下しが追加されている。2015年にはビーグリーからも電子書籍版が刊行されたが、こちらには描き下しは収録されていない。
同作者による漫画作品『シェリフ』と背景設定と登場人物の一部を共有しており、本作は『シェリフ』の4年後の世界を描いた姉妹作に当たる。ただし、連載誌・読者層が異なるために主人公交代が行われており、また描かれる内容も前作よりも広い舞台でのものとなった。
第5巻の最終頁では「第一部 完」と明記されている。その後の展望についてはクリーク・アンド・リバー版電子書籍5巻（最終巻）にて、第一部の2年後を舞台とする構想が数ページ描き下ろされている。

## あらすじ
- 世界観については『シェリフ』も参照のこと。

ハンター・キャッツは荒事の多い賞金稼ぎ（ハンター）業界にしては珍しい、若い女性3人構成という変り種の賞金稼ぎチーム。だが、彼女たちは普通の少し腕の立つ女性などではなかった。彼女たちはそれぞれにとんでもない特技を持つプロフェッショナルなのである。
- 名人と呼ばれた江戸っ子巾着きり（スリ）の技を持つリーダー神速の輝（ヒカル）。
- 偉大なる闇の暗殺者の武技をその身に仕込まれた鉄拳の晃（アキラ）。
- 全てのコンピュータを跪かせる名ハッカー電脳女王（サイバー・クィーン）明（メイ）。

3人はその特技を活かし、今日も悪党退治に精を出す。凶悪化したこの世界で犯罪に立ち向かう賞金稼ぎチームハンター・キャッツ。日常の小さな事件から国際犯罪組織が絡む大事件まで、彼女たちに解決できない事件はない。

## 登場人物

### ハンター・キャッツ
若い女性3人構成という変り種の賞金稼ぎ（ハンター）チーム。名人と呼ばれる手袋職人・源八謹製の特注手袋を愛用している。
早房輝（はやぶさ ヒカル）
ハンター・キャッツの最年長（20歳）にしてリーダー。ノースリーブシャツにホットパンツの服装。
名人と呼ばれた巾着きり（スリ）であった祖父に育てられ、その際に祖父のスリ技の全てを仕込まれている。敵の銃火器から装填された銃弾のみを抜き取るシーンが度々あり、プロのスリや怪盗すらその高い技術を認めるほど。4年ほど前に世を去った祖父から「江戸っ子」「スリ」としての常識で育てられ、子供のころは一般常識とのギャップに苦労していた。
メンバー唯一の成人（賞金稼ぎ営業許可証保有者）だが、童顔で小柄なため学生に間違われることも多い。同居者でもあるチームメンバーの家事を一手に引き受けている。言動の随所に天然ボケの気が見られる。『シェリフ』においても物語終盤に登場しており、犯罪結社「四龍」とはその頃から因縁が続いている。
早房晃（はやぶさ アキラ）
肉体派の格闘担当。18歳。タンクトップシャツにホットパンツの服装。筋肉質な肉体に、全身に壮絶な古傷を持つ。
本名は晃晃（ホアンホアン）。赤子の頃に「四龍」に買われ、使い捨ての暗殺者として育てられたが、輝の事件のどさくさに紛れて脱出した。そうした経緯があるために密入国・不法就労者の扱いだったが、ある事件によって永住許可を得る事になった。便宜上、輝の姓である「早房」を名乗っている。
幼少時から暗殺者として鍛えられ、主に徒手空拳で戦う。特注のグローブを身に付けての打撃は、建物を破壊するほどの威力を発揮する。特殊な訓練により両手は猛毒を帯びた「毒手掌（どくしゅしょう）」となっており、グローブを外して攻撃すれば擦過傷からでも相手を死に至らせることが可能。素手のままでは毒が日常生活に支障を及ぼすため、普段から（入浴時や睡眠時も含めて）常に特注のグローブを身に着けている。
毒に関する知識を師から受け継ぎ、また暗殺者としての教育を受けたために主要数ヶ国語の全てを話すことができる上、猫語をも解する。それらを除けば頭脳レベルは小学生並み。ドラム缶風呂を好むが、入浴頻度は5日に1度。極度の音痴。
早房明（はやぶさ メイ）
コンピュータの天才少女。チーム最年少の17歳。ワンピースドレスの服装。褐色の肌を持つ。
南米の農園主の娘（日系四世）。10代前半で既に大学を卒業（アメリカに留学経験あり）してる才児だったが、その才能を狙われて「四龍」にさらわれ、晃同様に輝の事件で助けられる事になる。彼女も日本に戸籍・身寄りがないために便宜上、輝の姓である「早房」を名乗っている。
彼女の両腕は「チャクラ」と呼ばれるコンピュータ内蔵義肢で、人間の精神をそのまま電脳世界にフィードバックする機能を持っている。しかし、「チャクラ」は装着者の精神と肉体に多大なる負担を与えるため、コンピュータ端末としての限界稼働時間は5分とされている。義肢を隠すことと防水・絶縁などの観点から、「チャクラ」使用時以外は常に特注のロンググローブで義手を覆っている。
コンピュータに向かっている間は睡眠・食事・排泄を長時間我慢できるが、本来は30人前もの料理を瞬時に食べつくすほどの健啖家。その食べっぷりは見る者の気分を悪くさせ、拷問手段として通用するほど。自らのコンピュータ端末に名前をつけ可愛がり、セキュリティプログラムなどに対して女王様のような言動をとる。自らを機械と混同しているためか、風呂を極端に嫌い、入浴頻度は3週間に1度以下。

### 犯罪捕獲人互助組合（クライム・ハンターズ・ギルド）
作中の世界では、国による警察業務は国家警察レベルのみを残し、地方警察は民営化されている。これによって検挙率も低下し、犯罪者を捕獲もしくは「処分」した者に賞金を支払う《賞金首制度》が施行されている。その賞金を得ることを生業とする「賞金稼ぎ」同士の相互扶助の為に設立された組織。警察に準じる規模を誇り、組合ビルには屋上ヘリポートや遺体安置室などが存在する。新規に賞金が掛けられた、または賞金額がUPした重犯罪者などは「入札」を行って捜査・捕獲の優先権を決めている他、成績の良い（または装備・人員が充実している）「大手」に優先して権利が斡旋されるが、特殊な事例の場合は組合側からハンターを指名することもある。
顔役
犯罪捕獲人互助組合の責任者。初老の男性。個人的にキャッツのような変わり種（マイナー）ハンターが好きで、何かと気にかけている。
具麗寺華留奈（ぐれいじ かるな）
具麗寺財閥の令嬢にして、道楽で「具麗寺ハンターズ・オフィス」を営む女性。巨大飛行船事務所や私設軍隊級の実戦部隊を有し、これらを全て自費でまかなっている。
その目的は「合法的に人間を狩ること」と公言しており、「クレイジー・お嬢」のあだ名で呼ばれる。過剰なまでの貴族趣味に加え、狙った獲物を情報操作で賞金首に仕立て上げる、相場を無視した安値で賞金首の優先捕獲権を強引に落札する、捕獲した犯罪者の首のダミーをハンティング・トロフィーとして壁に展示するなど、噂の種には事欠かない。しかし採算度外視ゆえに高い犯罪者捕獲率を誇り、また前述通り安値で仕事を引き受けることもギルドの経費削減につながっているため、ギルド内での発言力は大きい。
氷室幽也（ひむろ ゆうや）
古参にして一匹狼の賞金稼ぎでキャッツの後見人。折に触れてキャッツの3人娘を気にかけており、3人からも「兄」と慕われる。『シェリフ』から引き続き登場するキャラクターで、かつては無類の武装マニアで「人を撃ちたくて賞金稼ぎになった」と豪語してはばからない危険な男だった。本作中では負傷療養のため一時的に現役を退いている。
ハンター鬼堂（きどう）
氷室の紹介を受けてキャッツが見習いとして面倒を見る事になった双子。二人とも少年だが、本物の女性と見紛うほどの可愛らしいニューハーフ。極度の風呂好きでもある。超能力（精神感応と幻術）を得意とし、また明ほどではないがコンピュータもそこそこに使える。なおテレパシー能力は血縁者間にしか作用しない。
（女子生徒として）学校に通う傍ら、しばらくキャッツの元で見習いをしていたが、「蒼き龍」の事件で「二代目ハンター鬼堂」として正式にデビューした。
鬼堂ひとみ（きどう ひとみ）
フリル系の服を好み、髪型もふわっとしたパーマをかけている。見た目はアイドル系の女の子。水系の幻術を得意とする。
鬼堂かおる（きどう かおる）
ぴっちりしたスーツ系の格好を好む。髪型はワンレン。見た目はキャリアウーマン的な女の子。炎系の幻術を得意とする。
鬼堂支那虎（きどう しなとら)
ひとみとかおるの父。山伏のような姿で妖の術を操る屈強な男性。氷室幽也の親友で、「ハンター鬼堂」の初代にあたる人物。犯罪者追跡中に逆襲に遭い殉職している。仕事のため一年中家を空けていたが、精神感応の力により親子仲は良好だった。しかし息子たちがどのように成長していたかは知らなかったとされている。
アレキサンダー・ライト
通称ハンター・神父。元米軍特殊部隊従軍神父（階級は少尉）。現在は日本の教会併設の孤児院「リトル・ボーイ」を運営しており、その資金繰りのため戦闘術を活かしてハンター稼業を始める。人当たりは良いが日常技能は絶無に等しく、度を越えたドジさを見せる。
斬馬組（ざんまぐみ）
荒っぽい仕事で有名な、巨漢3人組の古参ハンター・チーム。それぞれが、銃火器による攻撃・その弾丸類の補給・耐爆スーツでの防御を専門に担当し、チームワークにより高い戦闘能力を発揮する。

### 賞金首
犯罪を犯し、逃亡・潜伏中ないし現在進行形で犯罪を犯している者たち。警察や直接被害を受けたないし受ける危険性の高い国家機関・企業によって賞金を懸けられており、捕獲ないし殺害することで賞金が支払われる。
禍悶（かもん）
傭兵からテロリストの下請けまで金次第で引き受ける戦闘集団「赤い蛇」の隊長。ターバンとゴーグルを身に着けた男性。正体不明国籍不明だが、日本人で金目教信者だと自称している。「江戸の職人展」が催されているビルを占拠し、無形文化財の老人たちの身代金として200億円を請求した。
礼布生化学研究所所長（れいふせいかがくけんきゅうじょ-しょちょう）
「ご老人」と呼ばれる政界の大物をスポンサーに持つ研究所の所長。ご老人の依頼で強精剤を開発していたが、試作品を服用したご老人が暴走してしまい、性欲処理のために怪人に変装させたうえで道行く女性を襲わせていた。
斑家兄弟（まだらやきょうだい）
若い女性をさらって挽肉にしたうえで自分たちの経営する肉屋で売っていたという猟奇殺人犯。一度キャッツの手で逮捕されるが脱走。闇手術で整形してキャッツに復讐すべく活動していた。
久木里重利（ひさきり しげとし）
全国指名手配犯。表の世界にいられなくなった人間を、そのスキルに応じて求められる裏組織に斡旋するという「逃がし屋」。「適材適所」「信用第一」を掲げている。心臓に持病がある。
鳥賀幸雄（とりが さちお）
大量の重火器の横領で手配された元自衛官。整備科所属で大型兵装のメンテナンスのエキスパート。兵器を愛しつつも専守防衛を謳い、整備した兵器に活躍の場が与えられない自衛隊に絶望していた。久木里によって「血塗られた牙」に斡旋され、沈没した潜水艦から回収された巡航ミサイルを再生・メンテナンスした。
Mr.アンクル
テロ組織「血塗られた牙（ブラッディ・ファング）」首領。口調は穏やかだが外道な行為を好む。世界経済人会談が行われるホテルへ、巡航ミサイルによる攻撃を敢行した。
黒ミサ司祭、黒ミサ尼僧
表向きは開業外科医とその愛人。愛人の営むブティックを訪れた女性客をネット上で行う黒ミサの生贄にしていた。
緑十字軍（グリーン・クルセイダーズ）
環境保護団体の一派だったが、過激化し企業・国家相手のテロ組織に変貌、最終的には「人間の存在そのものが地球を破壊する」という思想に染まり、人間だけを滅ぼすウイルス「エボラ改」を世界中にばら撒こうとした。アレキサンダー・ライト少尉が除隊する前に命じられた阻止作戦によって壊滅。当日現場に居合わせなかった生き残りが、後に孤児院を占拠する事件を起こした。
伴堂霧人（はんどう きりと）
「美しい手」にフェティシズムを持つ男。自身の美意識にかなう「手」をもつ女性から手のみを奪い、それ以外の部分は不要と闇葬儀社に下げ渡していた。

### その他
岩下（いわした）
警察組織の特捜二課に所属する警部。スキンヘッドで強面だが寿司好きな気のいい男性。独身。キャッツの受け持つ事件には必ずといっていいほど顔を合わせる。年若く破天荒なキャッツだが、その腕が確かであることを認め、それなりの信頼を寄せて面倒を見ている。
政（まさ）
岩下警部の行きつけの寿司屋「寿司政」の板前であり店長。かつては裏街道に名の知られた男であったが、岩下警部の世話になり足を洗って寿司屋となった。現在でも裏街道の一部には顔が利く模様だが、過去ゆえのトラブルに巻き込まれることも多い。
『MORUMO 1/10』の新装版単行本の書き下ろしページにて、「怪しい」キャラクターの一例として取り上げられている。

## 単行本
- 少年キャプテンコミックススペシャル（徳間書店） 全5巻

1. 1993年10月10日 ISBN 4-19-833100-6
2. 1994年5月20日 ISBN 4-19-830006-2
3. 1995年4月25日 ISBN 4-19-830067-4
4. 1996年1月15日 ISBN 4-19-830116-6
5. 1996年11月25日 ISBN 4-19-830147-6